# Río Jalón
El Jalón (en aragonés: Xalón o Exalón) es un río del nordeste de España, y el principal afluente del Ebro por la margen derecha. Tiene una longitud de 224 km y drena una amplia cuenca de 9338 km². Su caudal en Calatayud es de 6,42 m³/s, pero es muy irregular al ser un río de régimen pluvial mediterráneo. En otros pueblos cercanos como Calatorao su caudal es de 20,4 m³/s y cuando desemboca tiene casi el mismo caudal.

## Geografía

### Nacimiento
Nace en la provincia de Soria, en el pequeño pueblo de Benamira, y discurre encajado hasta Arcos de Jalón, donde se amplía a favor de los materiales terciarios blandos de la depresión de Monreal de Ariza, discurriendo ya en territorio aragonés.

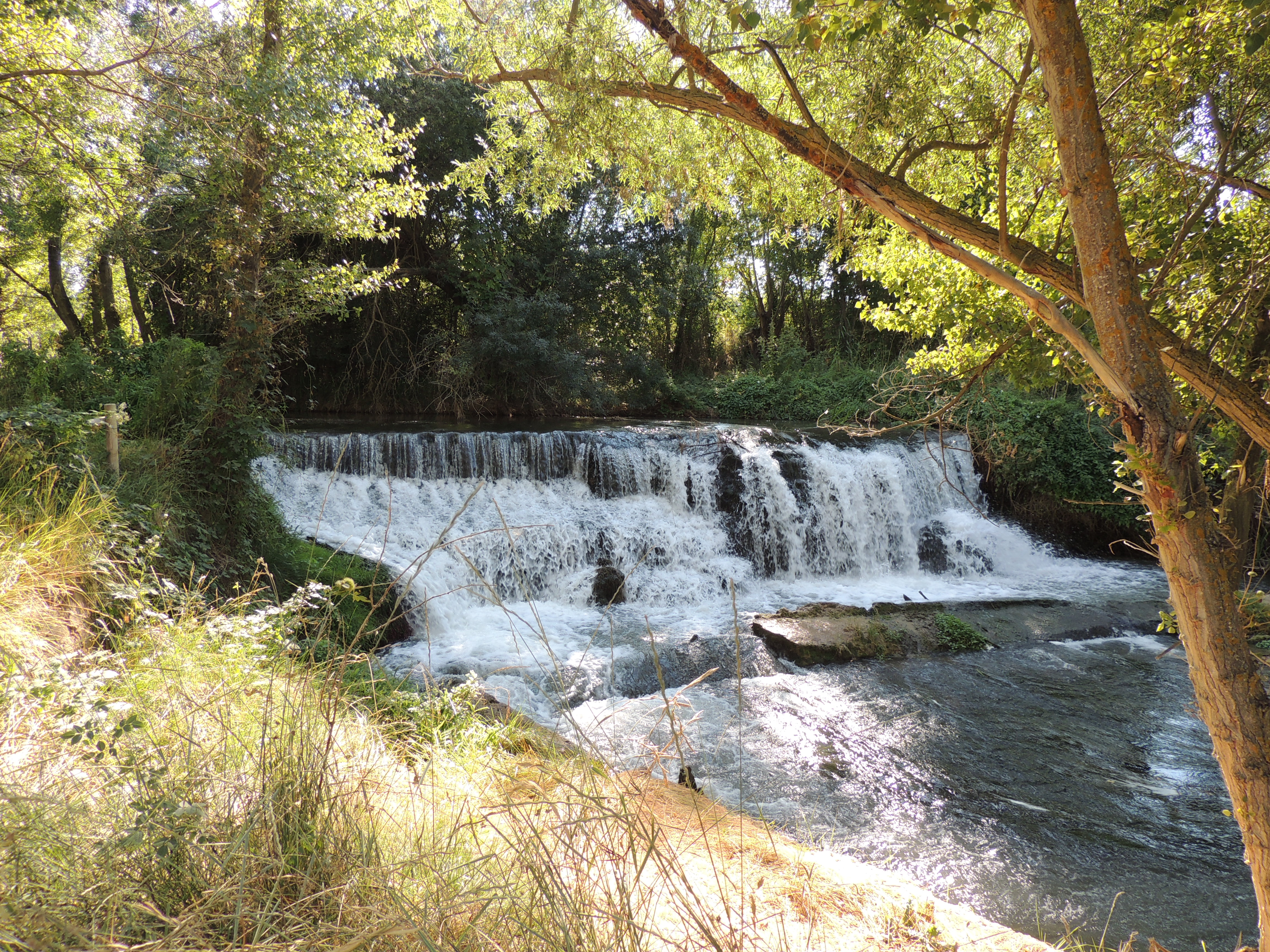
El río a su paso por Arcos de Jalón

Uno de los espacios naturales más singulares de Castilla y León son los denominados Sabinares del Jalón que junto con las Gargantas del Jalón hacen de este primer tramo del río un interesante espacio de biodiversidad bien conservada.

### Curso medio
En este sector recibe los ríos Nágima y Henar. Nuevamente se encaja en el pliegue calcáreo de Alhama de Aragón y cruza con meandros encajados en el paleozoico de Bubierca, de la rama aragonesa de la cordillera Ibérica. En este tramo recibe los ríos Monegrillo, Piedra con el Mesa y Manubles hasta Ateca donde vuelve a abrirse el valle. 
En la depresión tectónica de Calatayud, y a favor de los yesos, amplía su valle y elabora un bonito escarpe en su margen izquierda. Recibe aquí los ríos Jiloca, Perejiles y Ribota. Vuelve a tajar el paleozoico de las sierras de Algairén y de la Virgen, con meandros bien marcados y encajados.

### Desembocadura

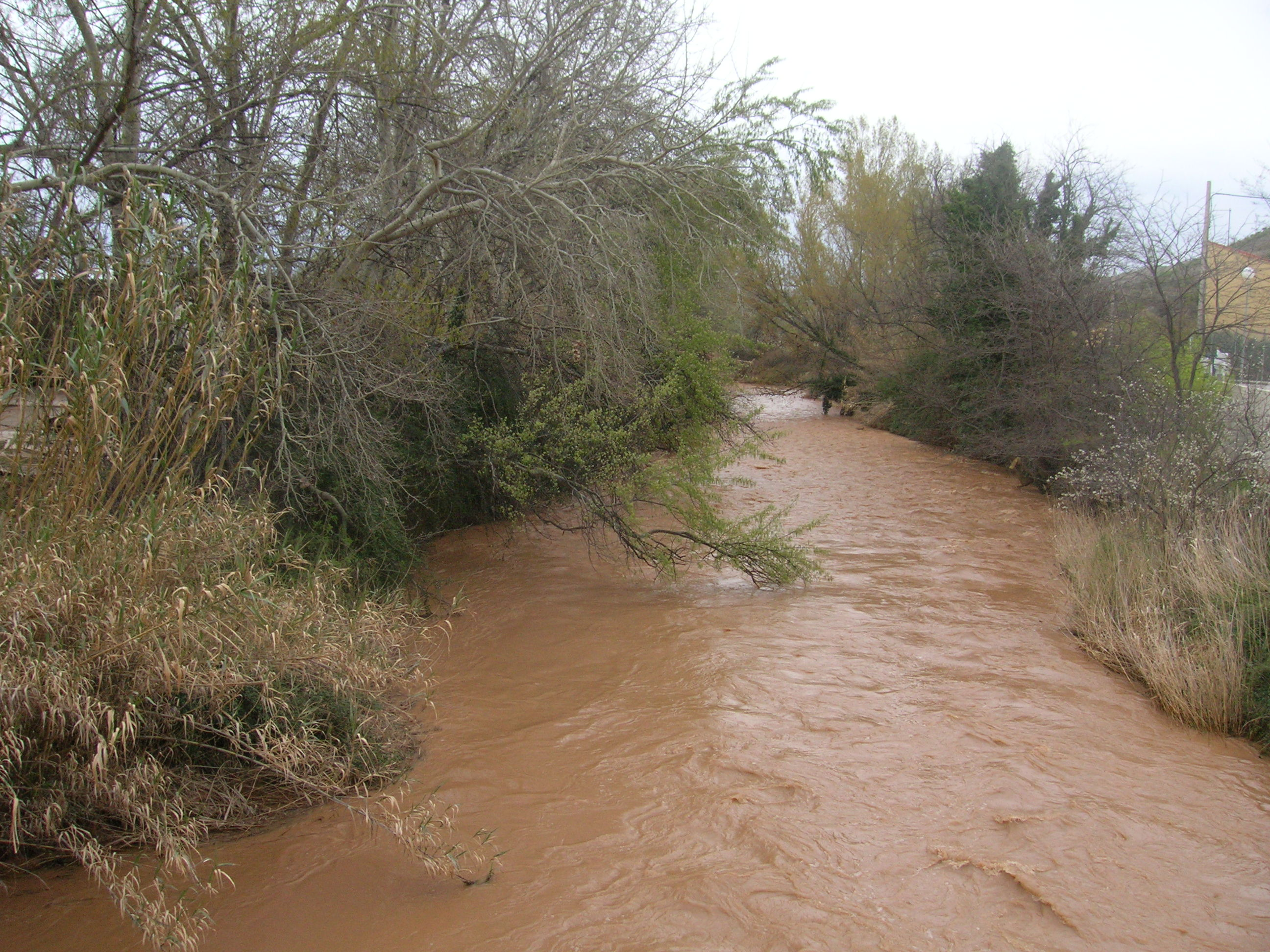
En ocasiones, y con las lluvias torrenciales, el caudal del río aumenta considerablemente haciendo que este se llegue a desbordar a su paso por las localidades colindantes.

Ya entrado en la depresión del Ebro, recibe las aguas del Aranda, el Mediano (el menos caudaloso porque está muy contaminado; en invierno suele tener poca agua y en verano está seco por completo), el Grío (en el que se encuentra en construcción el embalse de Mularroya, que obtendrá las aguas mediante un trasvase del propio río Jalón) y el Alpartir, dirigiéndose hacia Torres de Berrellén, donde termina desembocando en el Ebro.

## Lugares de interés turístico
En el valle de Jalón se encuentran todavía muchas casas cuevas habitadas, sobre todo entre Ricla, Épila, Rueda de Jalón, Urrea de Jalón, Salillas de Jalón y Bárboles. 
- Las gargantas del Jalón, entre Alhama de Aragón y Ateca, es una zona donde el río discurre encajado, que se puede recorrer en coche por el antiguo recorrido de la carretera nacional II abandonando la autovía.
- Las hoces del Jalón, para recorrer a pie; espacio incluido en la Red Natura 2000.
- Las murallas de Grisén, que es donde el canal imperial de Aragón cruza el río con un acueducto soberbio.
- El puente de Capurnos, en Morata de jalón.
- El Alto Jalón por donde pasa el río encajado en un bonito cañón donde se encuentra Somaen.

## Etimología
Según Edelmiro Bascuas, «Jalón» es una forma de origen paleoeuropeo, derivada de la raíz indoeuropea *sal- 'oleaje, agua que fluye, corriente'.
Por otra parte, no se puede descartar una etimología semítica: en hebreo, "jalón" significa ventana. 
Según Mark Aguirre, buen conocedor de Yemen y originario del valle del Jalón, los yemenies gobernaron Zaragoza en el siglo IX y establecieron muchos de los pueblos actuales del valle del Jalón. Estos yemenies podrían proceder de la región del Jaulan, una tribu del noroeste del Yemen y de donde podría venir el nombre del río.[cita requerida]